# 浅野駅 (愛知県)
浅野駅（あさのえき）は、かつて愛知県一宮市浅野（開業時は丹羽郡西成村）に所在した名古屋鉄道一宮線の鉄道駅（廃駅）である。

## 概要
浅野駅は、名古屋鉄道（名鉄）の一宮線に所属していた駅で、開業当初は地元住民や貨物輸送の利便性を提供していた。また、浅野長政旧邸跡（現在の浅野公園）が近くにあることで、歴史的な背景を持つ駅でもあった。  

## 歴史
浅野駅は、1912年（大正元年）に開業し、貨物および旅客の輸送に利用された。元広島藩藩主である浅野長勲が先祖ゆかりの地を訪問する際にも使用されたとされている。  
- 1912年（大正元年）8月6日 - 開業。[1]
- 1962年（昭和37年） - 貨物営業廃止。[2]
- 1965年（昭和40年）4月25日 - 廃止。[3]

## 駅構造
浅野駅は島式ホーム1面2線を有する地上駅で、廃止時まで有人駅として営業していた。また、駅舎が設置されており、旅客の利便性を支えていた。

### 配線図
| ← 岩倉方面     | 浅野駅構内配線略図 | → 東一宮方面 |
| 凡例 出典:不明 |                    |              |

## 廃止後の現況
廃止後、名鉄一宮線の跡地は愛知県道149号浅野羽根岩倉線となり、道路として利用されている。浅野公園の南約300m地点が浅野駅の跡地に該当し、現在はJA愛知西浅野支店が建設されている。

## 隣の駅
名古屋鉄道
一宮線 
羽根駅 - 浅野駅 - 印田駅